# Arcobaleno nero
Arcobaleno nero (Black Rainbow) è un film del 1989 diretto da Mike Hodges.